# Cantonul Tournay
Cantonul Tournay este un canton din arondismentul Tarbes, departamentul Hautes-Pyrénées, regiunea Midi-Pyrénées, Franța.

## Comune
| Comune           | Populație (1999) | Cod poștal | Cod INSEE |
| ---------------- | ---------------- | ---------- | --------- |
| Barbazan-Dessus  | 136              | 65360      | 65063     |
| Bégole           | 176              | 65190      | 65079     |
| Bernadets-Dessus | 146              | 65190      | 65086     |
| Bordes           | 720              | 65190      | 65101     |
| Burg             | 274              | 65190      | 65113     |
| Caharet          | 27               | 65190      | 65118     |
| Calavanté        | 261              | 65190      | 65120     |
| Castéra-Lanusse  | 38               | 65190      | 65132     |
| Clarac           | 179              | 65190      | 65149     |
| Fréchou-Fréchet  | 132              | 65190      | 65181     |
| Goudon           | 234              | 65190      | 65206     |
| Hitte            | 150              | 65190      | 65222     |
| Lanespède        | 161              | 65190      | 65256     |
| Lespouey         | 208              | 65190      | 65270     |
| Lhez             | 79               | 65190      | 65272     |
| Luc              | 171              | 65190      | 65290     |
| Mascaras         | 394              | 65190      | 65303     |
| Moulédous        | 180              | 65190      | 65324     |
| Oléac-Dessus     | 98               | 65190      | 65333     |
| Orieux           | 113              | 65190      | 65337     |
| Oueilloux        | 155              | 65190      | 65346     |
| Ozon             | 286              | 65190      | 65353     |
| Peyraube         | 134              | 65190      | 65357     |
| Poumarous        | 132              | 65190      | 65367     |
| Ricaud           | 75               | 65190      | 65378     |
| Sinzos           | 143              | 65190      | 65426     |
| Tournay          | 1 322            | 65190      | 65447     |